# José Luis Dolgetta
José Luis Dolgetta Ascanio (Valencia, 1 de agosto de 1970-Guayaquil, 31 de octubre de 2023) fue un futbolista y entrenador venezolano. Jugaba como delantero y su último equipo fue el Carabobo Fútbol Club de la Primera División de Venezuela.
Fue el máximo goleador de la Copa América 1993 —único venezolano en conseguirlo— con 4 goles, además, es el máximo goleador de Venezuela en Copa América con 6 goles.
Dolgetta convirtió 154 goles en toda su carrera futbolística.
En 2009, fue galardonado por la CONMEBOL gracias a su aporte como jugador.

## Clubes
| Club                       | País      | Año       |
| -------------------------- | --------- | --------- |
| Valencia F.C.              | Venezuela | 1990-1991 |
| Universidad de Los Andes   | Venezuela | 1991-1992 |
| Deportivo Táchira          | Venezuela | 1992-1995 |
| Caracas F.C.               | Venezuela | 1995-1996 |
| Atlético Zulia             | Venezuela | 1996-1997 |
| Estudiantes de Mérida      | Venezuela | 1997-1998 |
| Carabobo F.C.              | Venezuela | 1998-1999 |
| Deportivo Italchacao       | Venezuela | 1999      |
| Estudiantes de Mérida      | Venezuela | 1999-2000 |
| Club Técnico Universitario | Ecuador   | 2000      |
| Carabobo F.C.              | Venezuela | 2000-2001 |

## Selección nacional

### Goles internacionales
| N.º | Fecha               | Sede                                                | Rival          | Marcador | Resultado | Competición       |
| --- | ------------------- | --------------------------------------------------- | -------------- | -------- | --------- | ----------------- |
| 1   | 15 de junio de 1993 | Estadio Olímpico Atahualpa, Quito, Ecuador          | Ecuador        | 1–4      | 1–6       | Copa América 1993 |
| 2   | 19 de junio de 1993 | Estadio Bellavista, Ambato, Ecuador                 | Uruguay        | 1–0      | 2–2       | Copa América 1993 |
| 3   | 22 de junio de 1993 | Estadio Bellavista, Ambato, Ecuador                 | Estados Unidos | 1–3      | 3–3       | Copa América 1993 |
| 4   | 22 de junio de 1993 | Estadio Bellavista, Ambato, Ecuador                 | Estados Unidos | 2–3      | 3–3       | Copa América 1993 |
| 5   | 5 de julio de 1995  | Estadio Centenario, Montevideo, Uruguay             | Uruguay        | 1–2      | 1–4       | Copa América 1995 |
| 6   | 12 de julio de 1995 | Estadio Domingo Burgueño Miguel, Maldonado, Uruguay | Paraguay       | 2–2      | 2–3       | Copa América 1995 |

## Muerte
El 31 de octubre de 2023, Dolgetta sufrió un ataque al corazón y falleció a la edad de 53 años, en la ciudad de Guayaquil, Ecuador.